# 아밀카르 엔리케스
아밀카르 엔리케스(Amílcar Henríquez, 1983년 8월 2일 ~ 2017년 4월 15일)은 파나마의 축구 선수였다. 포지션은 미드필더였다.

## 사망
아밀카르 엔리케스는 파나마 중부에 있는 콜론에 위치한 자택에서 괴한에게 수발의 총탄을 맞고 숨졌다.